# مکتب معماری هند
مکتب معماری هند نوعی مکتب معماری اسلامی بود که در سده ششم هجری آغاز و تا سده دهم ادامه یافت. این مکتب به هندو اسلامی نیز معروف است. این شیوه ترکیبی از دستاوردهای معماری اسلامی (خاص ایران) با معماری هندی است. از آثار این دوران می‌توان به مسجد قطب‌الدین ایبک و تاج محل (مربوط به دورهٔ مغول، قرن ۱۰ هجری) اشاره کرد.

## برخی آثار
- مسجد قطب‌الدین ایبک (قدیمی‌ترین مسجد هند)
- تاج محل
- همایون شاه
- اکبر شاه
- آرامگاه اعتماد الدوله
- مسجد دهلی

## فهرست منابع
ذکرگو، امیرحسین. سیر هنر در تاریخ ۲. انتشارات مدرسه. ۱۳۸۱